# ام‌وی لیتویا
ام‌وی لیتویا (به انگلیسی: MV Lituya) یک کشتی است که طول آن ۱۸۰ فوت (۵۵ متر) می‌باشد. این کشتی در سال ۲۰۰۴ ساخته شد.